# وایکینگ ۲

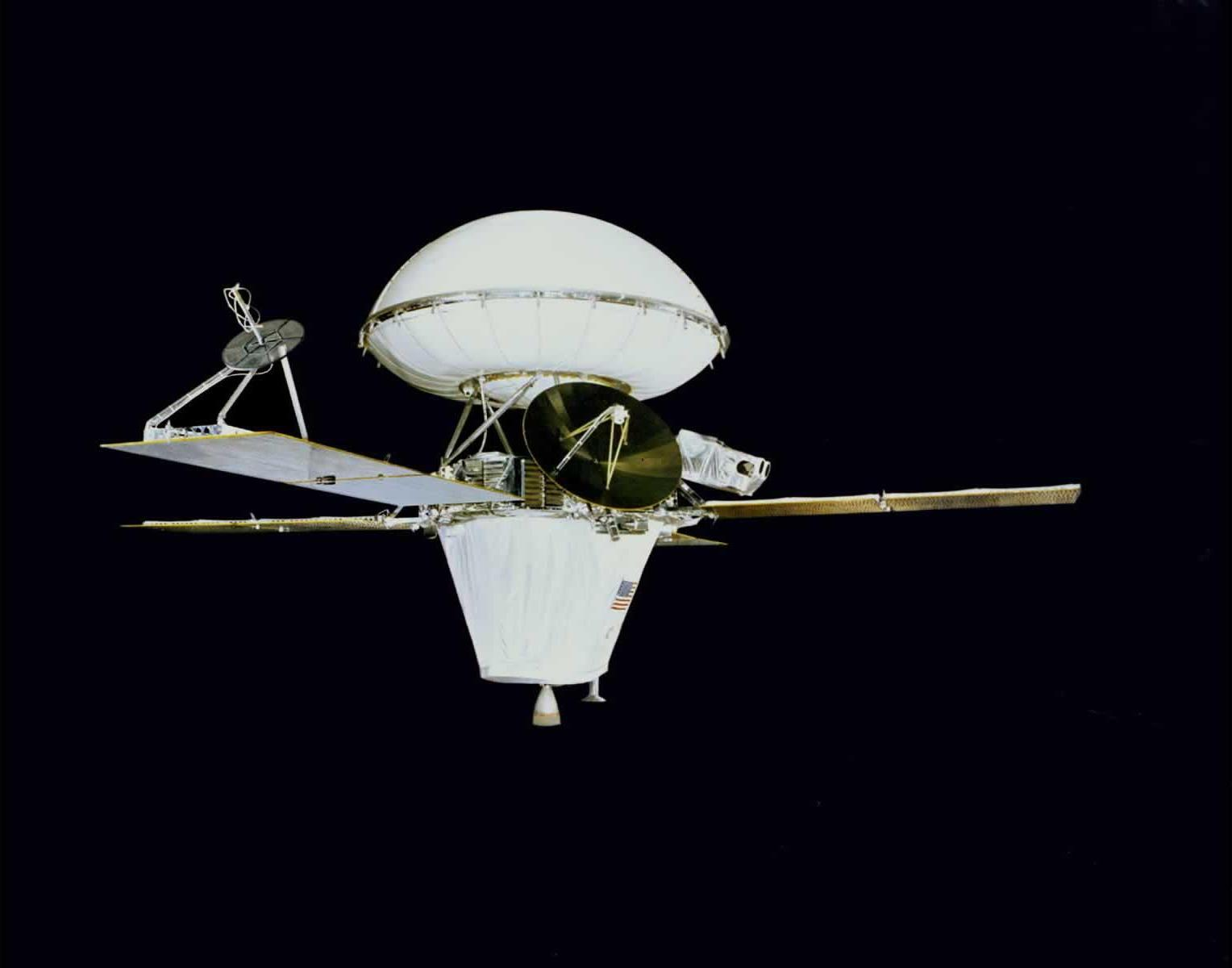

وایکینگ ۲ نام یکی از فضاپیماهای برنامه وایکینگ ناسا بود که به مریخ فرستاده شد. این فضاپیما در تاریخ ۱۹۷۵ به فضا پرتاب شد و در ۱۹۸۰ بازنشسته گردید. وایکینگ دو، ۱۶۰۰۰ تصویر به زمین ارسال داشت.

## نگارخانه

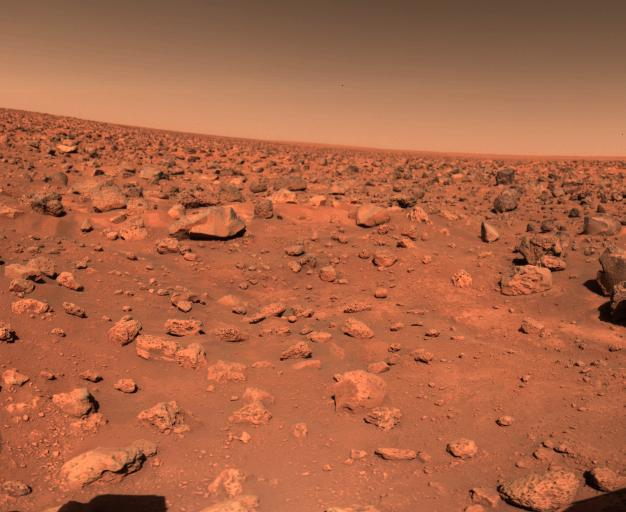
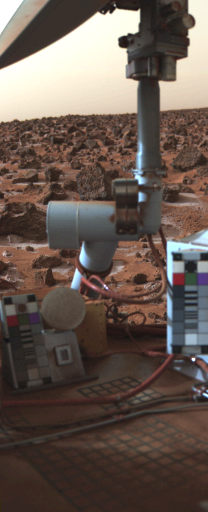
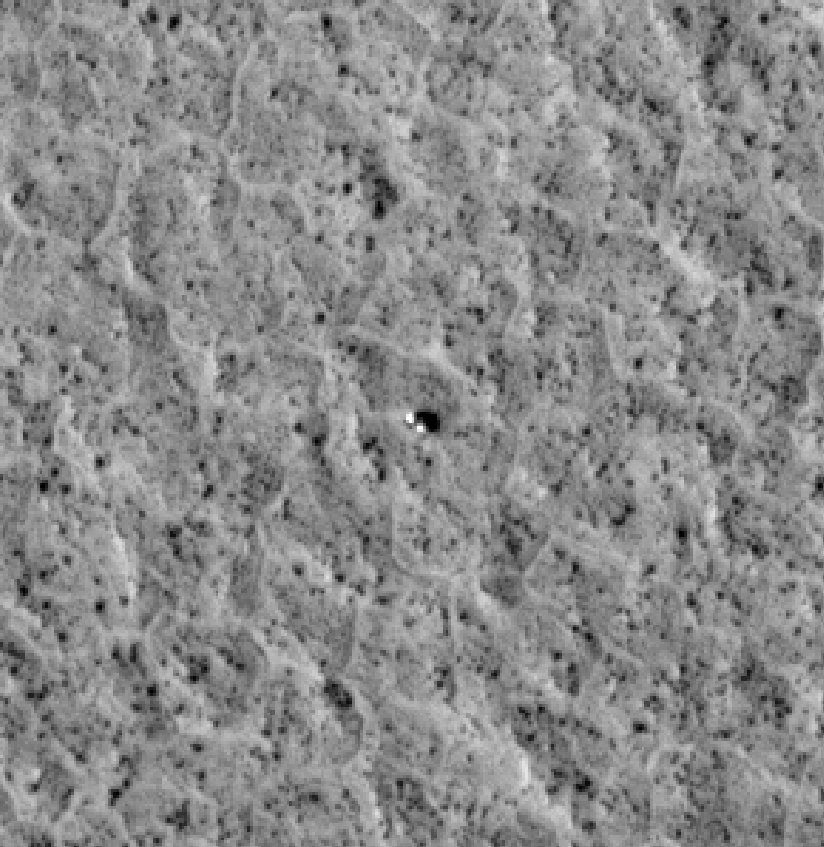
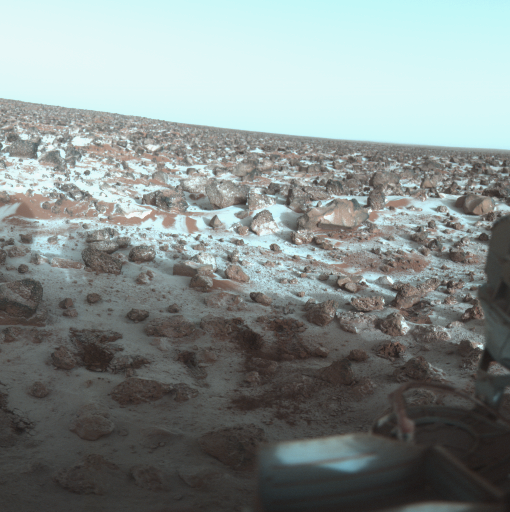